# Паула Фернандис
Паула Фернандис ди Соуза (на португалски: Paula Fernandes de Souza) е музикална изпълнителка (певица и китаристка) и композиторка от Бразилия в стила сертанежу.
Родена е в град Сети Лагоас (Sete Lagoas – Седем лагуни), щата Минас Жерайс на 28 август 1984 г.

## Дискография
Студийни албуми
- Paula Fernandes (1993)
- Ana Rayo (1995)
- Canções do Vento Sul (2005)
- Dust in the Wind (2007)
- Pássaro de Fogo (2009)

Албуми на живо
- Paula Fernandes: Ao Vivo (2011)